# Адель Енель
Аде́ль Ене́ль (фр. Adèle Haenel; нар. 1 січня 1989, Париж, Франція) — французька акторка театру та кіно, феміністка. Дворазова лауреатка премії «Сезар» (у 2014 та 2015 роках) та низки інших кінонагород .

## Життєпис
Адель Енель народилася 1 січня 1989 року у Парижі в сім'ї перекладача австрійського походження та учительки. Відвідувала театральні курси у Монтреї.
2014 року зробила камінг-аут як лесбійка під час своєї промови на нагородженні «Сезар» і оприлюднила свої стосунки з режисеркою Селін Ск'яммою, з якою познайомилася на зніманнях фільму «Водяні лілії». Пара мирно розлучилася 2018 року, перш ніж вони почали роботу над «Портретом дівчини у вогні». Енель і Ск'ямма залишилися близькими після завершення стосунків.
У 2014 році Енель розповіла про свою гомосексуальність під час вручення премії «Сезар» й повідомила свої стосунки з режисеркою Селін С'ямма, з якою вона познайомилася у 2007 році на зйомках «Водяних лілій». Пара мирно розлучилася 2018 року, перед тим, як вони почали працювати над «Портретом жінки у вогні». Енель та С'ямма залишилися близькими після закінчення їхніх стосунків.

## Кар'єра в кіно
Акторську кар'єру почала в 13 році на театральній сцені. У кіно дебютувала у 2002 році роллю Хлої у фільмі «Дияволи» режисера Крістофа Ружжіа. Після 5-річної перерви Енель повернулася у кіно, знявшись у дебютному фільмі Селін Ск'ямми «Водяні лілії». За цю роботу вперше номінована на премію «Сезар» як найперспективніша молода акторка. Другу номінацію отримала у 2012 році за роль у фільмі Бертрана Бонелло «Будинок терпимості» та отримала за роль у цьому фільму Премію «Люм'єр».
За виконання головної ролі у фільмі «Сюзанна» (реж. Катель Кілевере, 2013) уперше отримала премію «Сезар» (номінація «Найкраща акторка другого плану»).
2014 року Енель виконала головну жіночу роль у фільмі Тома Кайє «Винищувачі», отримавши за неї «Сезара» у номінації «Найкраща акторка». Цього ж року знялася разом з зірками французького кіно Ґійомом Кане та Катрін Денев у фільмі Андре Тешіне «Чоловік, якого надто сильно любили», отримавши чергову номінацію на «Сезара» як найкраща акторка.
2015 року Адель Едель була удостоєна французької акторської премії Ромі Шнайдер.
2016 року дебютувала німецькою мовою у фільмі «Die Blumen von gestern», зігравши французьку нащадку німецьких жертв Голокосту.
У фільмі Робена Кампійо «120 ударів на хвилину» зобразила Софі, активістку з ВІЛ/СНІДу з паризького відділення ACT UP. Була номінована на премію Сезар за найкращу жіночу роль другого плану за свою гру.
Втілила детективку в кримінальній комедії П'єра Сальвадорі «Щось не так з тобою» 2018 року. Знову була номінована на премію Премію «Сезар» за найкращу жіночу роль.
2019 року знялася в трьох фільмах, які показували на Каннському кінофестивалі: «Замша» Квентіна Дюп'є, «Герої не вмирають» Од Леа Рапен і «Портрет дівчини у вогні» Селін Ск'ямми. У «Портреті дівчини у вогні» Енель зобразила Елоїзу, молоду аристократку з Бретані 18-го століття, яку мають видати в шлюб з дворянином з Мілана. А. О. Скотт з The New York Times вважав гру Енель гідною номінації на «Оскар» за найкращу жіночу роль, а Білдж Ебірі з Vulture описав кульмінацію фільму (в якому фігурує Енель) як «одну з найкращих акторських робіт і один з найзворушливіших образів, що я бачив за цілі століття». Енель була номінована на премію «Сезар» за найкращу жіночу роль за цю роботу, її сьома номінація на «Сезар».
З 2019 року Енель і її партнерка по головній ролі Рут Вега Фернандес підготували для театрів Франції та Швейцарії екранізацію режисерки Жизель В'єнн за оперою Роберта Вальсера «L'Etang» (Ставок). Після того, як вистави неодноразово відкладалися або скасовувалися через обмеження, викликані пандемією COVID-19, вистава відбулася у травні 2021 року в Театрі Віді-Лозанна у Швейцарії.

## Феміністичний активізм
28 лютого 2020 року Адель Енель разом з Ноемі Мерлан, Селін Ск'яммою та Аісою Майгою покинули 45-ту церемонію вручення премії «Сезар» після того, як Роман Полянський, який був засуджений за зґвалтування 13-річної Саманти Геймер, отримав нагороду за найкращу режисуру фільму «Офіцер і шпигун». Ідучи, Енель махнула кулаком і вигукнула «La honte!» («Ганьба!»), а після виходу з аудиторії було знято, як вона саркастично плескає в долоні та вигукує «Bravo la pédophilie!» («Браво, педофілія!»).
Після того, як вистави неодноразово відкладалися або скасовувалися через обмеження, спричинені пандемією COVID-19, у травні 2021 року відбулася світова прем'єра вистави в Театрі Віді-Лозанна у Швейцарії.

## Фільмографія
| Рік  |    | Українська назва                   | Оригінальна назва                           | Роль                       |
| ---- | -- | ---------------------------------- | ------------------------------------------- | -------------------------- |
| 2002 | ф  | Дияволи                            | Les Diables                                 | Хлоя                       |
| 2007 | ф  | Водяні лілії                       | Naissance des pieuvres                      | Флоріан                    |
| 2009 | ф  | Розв'язки                          | Déchaînées                                  | Люсі                       |
| 2009 | кф | Поліна                             | Pauline                                     |                            |
| 2010 | кф |                                    | Les Grandes Forêts                          | Ліза                       |
| 2010 | ф  | Будинок терпимості                 | L'Apollonide (Souvenirs de la maison close) | Леа                        |
| 2010 | кф |                                    | Adieu Molitor                               | подруга Полен              |
| 2011 | ф  | Після півдня                       | Après le sud                                | Амелі                      |
| 2011 | ф  | У місті                            | En ville                                    | Ізабель                    |
| 2011 | тф | Гольдман                           | Goldman                                     | Жанна                      |
| 2011 | ф  | Сповідь сина століття              | Confession d'un enfant du siècle            | дівчина у таверні          |
| 2013 | ф  | Сюзанна                            | Suzanne                                     | Марія                      |
| 2014 | ф  | Винищувачі                         | Les Combattants                             | Мадлен                     |
| 2014 | ф  | Чоловік, якого надто сильно любили | L'homme qu'on aimait trop                   | Аньєс Ле Ру                |
| 2015 | ф  | Заборонена кімната                 | The Forbidden Room                          |                            |
| 2016 | ф  | Людожери                           | Les Ogres                                   | Мона                       |
| 2016 | ф  | Ноктюрама                          | Nocturama                                   | молода жінка на велосипеді |
| 2016 | ф  | Сирота                             | Orpheline                                   | Рені                       |
| 2017 | ф  | 120 ударів на хвилину              | 120 battements par minute                   | Софі                       |
| 2018 | ф  | Щось не так з тобою                | En liberté!                                 | Івонн                      |
| 2018 | ф  | Один король — одна Франція         | Un peuple et son roi                        | Франсуаза                  |
| 2019 | ф  | Замша                              | Le Daim                                     | Деніз                      |
| 2019 | ф  | Портрет дівчини у вогні            | Portrait de la jeune fille en feu           | Елоїза                     |

## Відзнаки та нагороди

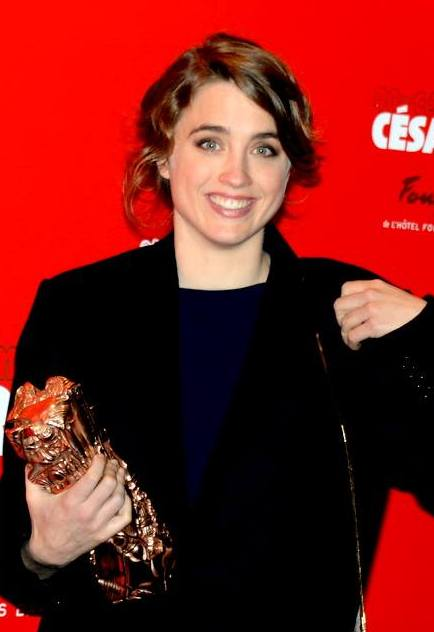
Адель Енель на церемонії Сезара, 2015

| Рік                                                      | Категорія                         | Фільм                                         | Результат |  |
| -------------------------------------------------------- | --------------------------------- | --------------------------------------------- | --------- |  |
| Премія «Сезар»                                           |                                   |                                               |           |  |
| 2008                                                     | Найперспективніша акторка         | Водяні лілії                                  | Номінація |  |
| 2012                                                     | Найперспективніша акторка         | Будинок терпимості                            | Номінація |  |
| 2014                                                     | Найкраща акторка другого плану    | Сюзанн                                        | Перемога  |  |
| 2015                                                     | Найкраща акторка                  | Винищувачі                                    | Перемога  |  |
| 2015                                                     | Найкраща акторка                  | Чоловік, якого надто сильно любили            | Перемога  |  |
| 2018                                                     | Найкраща акторка другого плану    | 120 ударів на хвилину                         | Номінація |  |
| 2019                                                     | Найкраща акторка                  | Щось не так з тобою                           | Номінація |  |
| Премія «Люм'єр»                                          |                                   |                                               |           |  |
| 2012                                                     | Найкраща молода акторка           | Будинок терпимості                            | Перемога  |  |
| 2015                                                     | Найкраща акторка                  | Винищувачі Чоловік, якого надто сильно любили | Номінація |  |
| Берлінський міжнародний кінофестиваль                    |                                   |                                               |           |  |
| 2012                                                     | Приз EFP Shooting Star            | Приз EFP Shooting Star                        | Перемога  |  |
| Товариство драматургів і театральних композиторів (SACD) |                                   |                                               |           |  |
| 2014                                                     | Приз Сюзанни Б'янкетті            | Приз Сюзанни Б'янкетті                        | Перемога  |  |
| Каїрський кінофестиваль                                  |                                   |                                               |           |  |
| 2014                                                     | Срібна піраміда найкращій акторці | Винищувачі                                    | Перемога  |  |
| Золотий глобус                                           |                                   |                                               |           |  |
| 2015                                                     | Найкраща акторка                  | Винищувачі                                    | Номінація |  |
|                                                          |                                   |                                               |           |  |
| 2015                                                     | Приз Ромі Шнайдер                 | Приз Ромі Шнайдер                             | Номінація |  |